# Майкл де Ла Поль, 1-й граф Саффолк
Майкл де Ла Поль (англ. Michael de la Pole; бл. 1330 — 5 вересня 1389) — середньовічний державний діяч, дипломат королівства Англії.

## Життєпис
Походив з заможного купецького роду де Ла Поль. Старший син Вільяма де Ла Поля, головного барона (судді) скарбниці. Народився близько 1330 року в Лондоні. Спочатку діяв під орудою батька, здобувши знання з фінансів та продажи вовни за кордон. Під час Столітньої війни брав участь у військових кампаніях під орудою принца Едуарда Вельського та герцога Джона Гентського. 1354 року разом з батьком отримав право на щорічну сплату з митниці Кінгстон-апон-Галла 400 фунтів стерлінгів. Після смерті батька у 1366 році отримав значну частину родинних статків.
Майкл користувався ще більшою популярністю при королівському дворі, ніж його батько, ставши одним із найнадійніших і близьких друзів наступника Річарда II. Брав участь у переговорах про шлюб короля з Анною Богемською, дочкою імператора Карла IV Люксембурга.
1383 року призначено канцлером скарбниці. 1385 року отримав титул графа Саффолку. Проте наприкінці 1380-х років його доля радикально змінилася, як і доля короля. Під час Чудового парламенту 1386 року йому було оголошено імпічмент за звинуваченням у розкраданні та недбалості, став жертвою зростання напруженості між парламентом на чолі із Джоном Гентським і королем. Він був першим чиновником в історії Англії, якого відсторонили від посади в результаті процесу імпічменту. Навіть після цього він залишався в королівській прихильності, діяв в союзі з лорд-мером Ніколасом Брембром.
У листопаді 1387 року барони-апелянти звинуватили Майкла де Ла Поля у державній зраді. До засідання у лютому 1388 року Безжального парламенту втік до Парижі. За цим позбавлений титулу графа Саффолк. Помер у 1389 році.

## Родина
Дружина — Катерина, донька Джона Вінфілда
Діти:
- Майкл (1361—1415), 2-й граф Саффолк
- Томас (1363—1415),
- Вільям (1365 р.н.),
- Річард (бл. 1367—1402)
- Джон (бл. 1369—1415),
- Анна (нар. бл. 1373), дружина: 1) Жерара де Ліл; 2) Роберта Торлі, есквайра
- Єлизавета (1377)
- Маргарет (1386)